# شيهم متوج هندي
الشيهم المتوج الهندي أو الشيهم الهندي (الاسم العلمي: Hystrix indica) عضو من شياهم العالم القديم وهو قارض ضخم قابل للتكيف تمامًا، وجد في جميع أنحاء جنوب آسيا وفي الشرق الأوسط، فهو يتكيف بسهولة مع البيئات المختلفة: الجبال والمراعي الاستوائية وشبه الاستوائية وأراضي الآجام والغابات. طول الشيهم المتوج الهندي من 70 - 90 سنتيمتر، ووزنه 11 - 18 كيلوغرام. تغطي جسده الأشواك، تكون الأشواك جوفاء يهزها فتحدث قعقعة لترويع الحيوانات المفترسة.